# Manettia lygistum
Manettia lygistum är en måreväxtart som först beskrevs av Carl von Linné, och fick sitt nu gällande namn av Olof Swartz. Manettia lygistum ingår i släktet Manettia och familjen måreväxter. Inga underarter finns listade i Catalogue of Life.